# گیاه‌پارچ زیبا
گیاه‌پارچ زیبا (نام علمی: Nepenthes pulchra)، نام یک گونه از سرده گیاه‌پارچ‌ها و بومی جزیره فیلیپین میندانائو است، جایی که در ارتفاع ۱۳۰۰ تا ۱۸۰۰ متری از سطح دریا رشد می‌کند. کشف آن به صورت آنلاین در آگوست ۲۰۱۱ اعلام شد.

## دورگه‌های طبیعی
گیاه‌پارچ باله‌دار × گیاه‌پارچ زیبا
گیاه‌پارچ سسیلیا × گیاه‌پارچ زیبا